# ヴェチェイ・イェネー
ヴェチェイ・イェネー（ハンガリー語: Vécsey Jenő, 1909年7月19日 - 1966年9月19日）は、ハンガリーの作曲家。

## 経歴
チェチェ出身。1930年から1935年までコダーイ・ゾルターンに師事し、その後ウィーンに留学した。1942年からハンガリー国家図書館に勤務し、1945年から音楽部門の責任者となった。
作品にはバレエ、交響詩、協奏交響曲、ピアノ・コンチェルティーノ、コントラバス・コンチェルティーノ、室内楽曲、ピアノ曲などがある。